# Lacrouzette

Lacrouzette este o comună în departamentul Tarn din sudul Franței. În 2009 avea o populație de 1.744 de locuitori.

## Evoluția populației
| An        | 1975  | 1982  | 1990  | 1999  | 2006  | 2009  |
| --------- | ----- | ----- | ----- | ----- | ----- | ----- |
| Populație | 1.862 | 1.955 | 1.854 | 1.753 | 1.812 | 1.744 |